# Aristolochia baetica
Aristolochia baetica é uma espécie de planta com flor, pertencente à família Aristolochiaceae. 
A autoridade científica da espécie é L., tendo sido publicada em Species Plantarum 2: 1363. 1753.
Trata-se de uma espécie muito sensível ao frio.

## Portugal
Trata-se de uma espécie presente no território português, nomeadamente em Portugal Continental.
Em termos de naturalidade é nativa da região atrás indicada.

## Protecção
Não se encontra protegida por legislação portuguesa ou da Comunidade Europeia.